# 楊勇緯
楊勇緯（1997年9月28日—），臺灣柔道運動員，排灣族人。2020年東京奧運獲得男子柔道60公斤級銀牌，成為台灣首位獲得奧運柔道獎牌的運動員，2021年11月國際柔道聯盟公布的男子60公斤量級排名中登上世界第一。2023年杭州亞運會獲得男子柔道60公斤級金牌。

## 生平

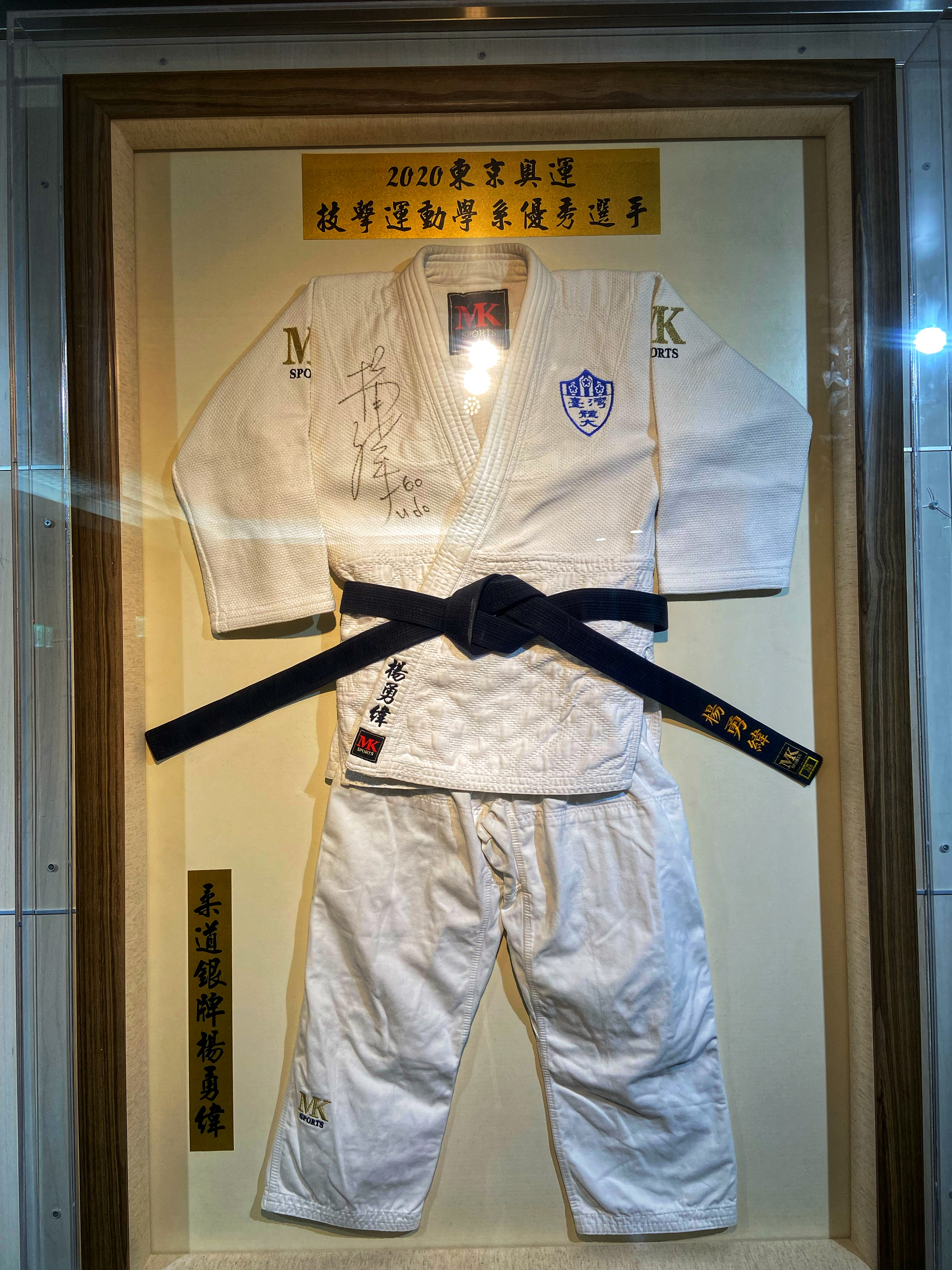
楊勇緯的實戰柔道服，收藏於國立臺灣體育運動大學

楊勇緯生於台中市，父母來自屏東縣獅子鄉南世村，具有排灣族血統。母親曾為柔道選手，自幼年看著哥哥楊俊霆練習柔道因而也產生興趣，楊勇緯國小三年級開始接觸柔道，楊勇緯與哥哥從小一起訓練一路相伴，在就讀后里國中時，其柔道教練為李青忠（1996年帕運柔道金牌），曾帶領楊勇緯參與全中運爭冠亞軍。
楊勇緯主攻60公斤量級，在2017年亞洲青少年柔道錦標賽60公斤級為台灣奪得第一面柔道亞青金牌。同年台北世大運時，擊敗哥哥楊俊霆取得國手資格，但於四強戰落敗。
2018年亞洲運動會獲得男子60公斤級銅牌。在2019年，亞洲柔道錦標賽上摘得男子60公斤級銀牌。2020年，參加德國杜塞道夫柔道大滿貫賽，結果拿下銀牌，創下運動生涯大滿貫賽最佳成績。同一年，哥哥楊俊霆成為楊勇緯的專屬陪練。
2021年4月，楊勇緯與哥哥一起參與柔道亞太錦標賽60公斤級比賽，楊勇緯一路挺進決賽，哥哥則在次輪敗北，當時的對手為高藤直壽。最後，楊勇緯在決賽亦敗給高藤直壽而獲得銀牌。
2021年6月23日，國際柔道聯盟公布奧運參賽名單，楊勇緯以積分排名第11獲得男子60公斤級資格。在奧運前，哥哥因腳傷且受疫情影響不在奧運代表團大名單內無法隨行前往東京，改詢問蔡明諺擔任陪練。
2021年7月24日楊勇緯在東京奧運柔道男子60公斤級金牌戰，因累計三面黃牌敗給高藤直壽而得到銀牌，奪下中華臺北首面奧運柔道獎牌。
國際柔道聯盟於2021年8月19日更新的世界排名升至第二。
國際柔道聯盟於2021年11月19日更新的世界排名升至第一。
2021年11月26日在阿布達比大滿貫賽男子60公斤級賽事中，一路過關斬將，闖進決賽，面對來自俄羅斯的阿卜杜拉耶夫，在比賽倒數13秒取得半勝後，擊敗對手，也是生涯首面柔道大滿貫賽的金牌。
2022年4月1日在年度首個賽會，即安塔利亞大滿貫賽的男子60公斤級賽事中，展現實力，包括連續三場比賽以拿手的「三角固」取得一本勝、挺進到金牌戰，金牌戰中面對來自喬治亞的卢呼米·奇赫维米亚尼，在比賽中靠著過肩摔取得半勝的情況下，擊敗對手，拿下今年首面、也是生涯第二面柔道大滿貫賽的金牌。
2022年6月24日在蒙古烏爾巴托的大滿貫賽，也是巴黎奧運柔道積分採計後的首場比賽，仍一路過關斬將，闖進決賽，惜不敵已拿下過8面大滿貫金牌的日本好手永山龍樹，以銀牌作收，但也進帳奧運積分。

## 主要比賽成績
| 年   | 賽事                 | 舉辦城市         | 名次  | 項目   | 記錄 |
| ---- | -------------------- | ---------------- | ----- | ------ | ---- |
| 2013 | 亞洲青少年柔道錦標賽 | 中国海南省       | 銀牌  | －50kg |      |
| 2014 | 亞洲青少年柔道公開賽 | 中華民國臺北市   | 金牌  | －55kg |      |
| 2014 | 亞洲青少年柔道錦標賽 | 香港             | 銅牌  | －55kg |      |
| 2016 | 亞洲青年柔道錦標賽   | 印度高知         | 銅牌  | －60kg |      |
| 2016 | 柔道大獎賽           | 中国青島市       | 銅牌  | －60kg |      |
| 2017 | 柔道大獎賽           | 土耳其安塔利亞   | 第5名 | －60kg |      |
| 2017 | 亞洲青年柔道錦標賽   | 比斯凱克         | 金牌  | －60kg |      |
| 2017 | 夏季世界大學生運動會 | 中華民國臺北市   | 第5名 | －60kg |      |
| 2017 | 亞洲柔道公開賽       | 香港             | 金牌  | －60kg |      |
| 2018 | 柔道大獎賽           | 土耳其安塔利亞   | 第5名 | －60kg |      |
| 2018 | 亞洲柔道公開賽       | 中華民國臺北市   | 金牌  | －60kg |      |
| 2018 | 亞洲運動會           | 印度尼西亞雅加達 | 銅牌  | －60kg |      |
| 2018 | 柔道大獎賽           | 塔什干           | 銅牌  | －60kg |      |
| 2018 | 亞洲柔道公開賽       | 香港             | 金牌  | －60kg |      |
| 2019 | 亞洲柔道錦標賽       | 阿联酋富查伊哈   | 銀牌  | －60kg |      |
| 2019 | 柔道大獎賽           | 中国呼和浩特     | 銀牌  | －60kg |      |
| 2019 | 柔道大獎賽           | 匈牙利布達佩斯   | 銅牌  | －60kg |      |
| 2019 | 亞洲柔道公開賽       | 中華民國臺北市   | 銅牌  | －60kg |      |
| 2019 | 世界柔道錦標賽       | 日本東京都       | 第7名 | －60kg |      |
| 2019 | 柔道大獎賽           | 塔什干           | 銅牌  | －60kg |      |
| 2019 | 柔道大滿貫賽         | 日本大阪府       | 銅牌  | －60kg |      |
| 2020 | 柔道大滿貫賽         | 德国杜塞爾多夫   | 銀牌  | －60kg |      |
| 2021 | 柔道大師賽           | 杜哈             | 銀牌  | －60kg |      |
| 2021 | 柔道大滿貫賽         | 土耳其安塔利亞   | 銅牌  | －60kg |      |
| 2021 | 亞洲大洋洲柔道錦標賽 | 比斯凱克         | 銀牌  | －60kg |      |
| 2021 | 夏季奧林匹克運動會   | 日本東京都       | 銀牌  | －60kg |      |
| 2021 | 柔道大滿貫賽         | 阿联酋阿布達比   | 金牌  | －60kg |      |
| 2022 | 柔道大滿貫賽         | 土耳其安塔利亞   | 金牌  | －60kg |      |
| 2022 | 柔道大滿貫賽         | 蒙古国烏蘭巴托   | 銀牌  | －60kg |      |
| 2022 | 亞洲柔道錦標賽       | 阿斯塔納         | 銅牌  | －60kg |      |
| 2022 | 世界柔道錦標賽       | 塔什干           | 銅牌  | －60kg |      |
| 2022 | 柔道大滿貫賽         | 阿联酋阿布達比   | 銀牌  | －60kg |      |
| 2022 | 柔道大師賽           | 以色列耶路撒冷   | 銅牌  | －60kg |      |
| 2023 | 夏季世界大學運動會   | 中国成都         | 銀牌  | －60kg |      |
| 2023 | 亞洲運動會           | 中国杭州         | 金牌  | －60kg |      |
| 2023 | 大洋洲柔道公開賽     | 伯斯             | 金牌  | －60kg |      |
| 2024 | 亞洲柔道錦標賽       | 香港             | 銀牌  | －60kg |      |
| 2024 | 柔道大滿貫賽         | 阿斯塔納         | 銀牌  | －60kg |      |
| 2024 | 世界柔道錦標賽       | 阿联酋阿布達比   | 銀牌  | －60kg |      |
| 2024 | 夏季奧林匹克運動會   | 法國巴黎         | 第7名 | －60kg |      |

## 外部連結
- 楊勇緯在International Judo Federation（英语）
- 楊勇緯在JudoInside.com（英语）
- 楊勇緯在AllJudo.net（法语）
- 楊勇緯在Olympics.com（英语）
- 楊勇緯在Olympedia（英语）
- 楊勇緯的Facebook專頁
- 楊勇緯的Instagram帳戶
- 楊勇緯 （页面存档备份，存于）在中華奧林匹克委員會的頁面（繁體中文）